# Skały (Silésie)
Pour les articles homonymes, voir Skały.
Skały est une localité polonaise de la gmina de Toszek, située dans le powiat de Gliwice en voïvodie de Silésie.